# Jonas Brothers (album)
Jonas Brothers – drugi album zespołu Jonas Brothers wydany przez wytwórnię Hollywood Records. Premiera płyty odbyła się 7 sierpnia 2007 r. Pierwszym singlem z płyty była piosenka Hold On, drugim S.O.S., a trzecim When You Look Me In The Eyes. Była to pierwsza płyta wydana w nowej technologii CDVU+.
W Polsce płyta miała swoją premierę 23 czerwca 2008 roku i można ją kupić w tzw. "polskiej cenie".
Bonusowa edycja albumu Bonus Jonas Edition została wydana 30 października 2007 r. i sprzedała się w ponad 200 000 nakładzie.

## Lista utworów
1. "S.O.S." - 2:33
2. "Hold On" - 2:45
3. "Goodnight and Goodbye" - 2:31
4. "That’s Just the Way We Roll" - 2:53
5. "Hello Beautiful" - 2:29
6. "Still In Love with You" - 3:10
7. "Australia" - 3:33
8. "Games" - 3:21
9. "When You Look Me In The Eyes" - 4:09
10. "Inseparable" - 2:50
11. "Just Friends" - 3:07
12. "Hollywood" - 2:49
13. "Year 3000" - 3:22 (Covered piosenki zespołu Busted)
14. "Kids of the Future" - 3:19 (Przeróbka piosenki Kim Wilde Kids in America)

Wal-Mart bonus track
15. "Baby Bottle Pop Theme Song" - 1:31
Bonus Jonas Edition
15. "Take a Breath" - 3:18

16. "We Got The Party" - 3:36 (duet z Miley Cyrus/Hannah Montana)
Brytyjska Edycja
13. "Take a Breath" - 3:18

14. "Out of This World" (tylko w Wielkiej Brytanii)

### Polska edycja płyty
1. S.O.S.
2. Hold On
3. Goodnight and Goodbye
4. That’s Just The Way We Roll
5. Hello Beautiful
6. Still In Love With You
7. Australia
8. Games
9. When You Look Me In The Eyes
10. Inseparable
11. Just Friends
12. Hollywood

## Data wydania
| Kraj              | Data                 | Notatki             |
| ----------------- | -------------------- | ------------------- |
| Stany Zjednoczone | 7 sierpnia 2007      |                     |
| Stany Zjednoczone | 30 października 2007 | Bonus Jonas Edition |
| Japonia           | 5 grudnia 2007       |                     |
| Meksyk            | 4 lutego 2008        |                     |
| Australia         | 23 lutego 2008       |                     |
| Europa            | 13 czerwca 2008      |                     |
| Wielka Brytania   | 16 czerwca 2008      |                     |
| Polska            | 23 czerwca 2008      |                     |
| Szwecja           | 25 czerwca 2008      |                     |

## Single/Teledyski
Stany Zjednoczone i Kanada
- Hold On
- S.O.S.
- That’s Just The Way We Roll
- When You Look Me In The Eyes

Europa
- S.O.S.
- When You Look Me In The Eyes

## Listy przebojów
| Lista (2007)                     | Pozycja | Status płyty | Zaokrąglenie | Sprzedaż |
| -------------------------------- | ------- | ------------ | ------------ | -------- |
| Argentine Albums Chart           | 1       | Platynowa    | 40,000+      | 62,100+  |
| Central American Albums Chart    | 4       | Złota        | 10,000+      | 9,600+   |
| Chilean Albums Chart             | 1       | Złota        | 10,000+      | 10,700+  |
| Colombian Albums Chart           | 5       | Złota        | 10,000+      | 12,600+  |
| Greek International Albums Chart | 2       | Złota        | 10,000+      | 10,000+  |
| Mexican Albums Chart             | 3       | Platynowa    | 100,000+     | 102,400+ |
| U.S. Billboard 200               | 5       |              |              |          |
| Venezuelan Albums Top 40         | 1       | Złota        | 10,000+      | 9,400+   |
| Oficjalna Lista Sprzedaży        | 6       | Złota        | 10,000+      |          |